# RPG-75
O RPG-75 é uma arma antitanque de alma lisa, portátil, descartável, de tiro único e sem recuo, desenvolvida na década de 1970 na Tchecoslováquia. Dispara uma granada de 68 mm com alcance efetivo de 300 metros e alcance máximo de 1.000 metros, e destina-se ao uso contra tanques leves e veículos blindados de lagarta.

## Versões
- O RPG-75-MP é uma versão aprimorada com projétil de duplo propósito, composto por ogivas HEAT e termobáricas.
- O RPG-75-M é uma versão aprimorada com projétil HEAT.
- O RPG-75-TB é uma versão aprimorada com projétil termobárico, introduzida em 2009.
- O RPG-Nh-75 é projetado para tiro de projétil de treinamento. Idêntico à versão de combate, apenas com projétil inerte.
- O RPG-Cv-75 é projetado para prática de tiro. Contém cano embutido de 7,65 mm - reutilizável.
- O RPG-Šk-75 é projetado para preparação de tiro, mira e disparo de alvos. Não contém carga explosiva ou de localização.

## Especificações
- Comprimento (dobrado para transporte): 633 mm
- Comprimento (pronto para combate): 890 mm
- Peso: 3,2 kg
- Peso do projétil: 0,8 kg
- Peso do explosivo: 0,32 kg
- Diâmetro do cano: 68 mm
- Alcance efetivo máximo contra alvos em movimento: 200 metros
- Alcance efetivo máximo contra alvos fixos: 300 metros
- Alcance máximo: 1.000 metros
- Penetração: 330 mm de blindagem homogênea laminada (RHA)
- Tempo de voo até a autodestruição: 3 a 6 segundos
- Velocidade de saída: 189 metros por segundo
- Temperatura de operação: -40 a +50 °C
- Munição: projétil com ogiva HEAT

## Operadores
- Argélia
- Chéquia
- Geórgia
- México
- Namíbia: SWAPO[2]
- Polónia
- Serra Leoa
- Eslovênia
- Síria[3]
- Eslováquia
- Ucrânia[4][5]